# Labradorita
La labradorita o espectrolita, una varietat de l'anortita, és un mineral de la classe dels silicats, subgrup tectosilicats i dins d'aquestes pertany als feldespats denominats plagioclases. És un aluminosilicat de sodi i calci. És un membre intermedi de la sèrie de solució sòlida de les plagioclases, els extrems en són l'albita (plagioclasa de sodi) i l'anortita (plagioclasa de calci).
Se li va posar nom a partir que va ser descrita per primera vegada a la península del Labrador (Canadà), mentre que el sinònim d'espectrolita es refereix a la iridescència espectral que és típica d'aquest mineral.
Segons la classificació de Nickel-Strunz, la labradorita pertany a «09.FA - tectosilicats sense H₂O zeolítica, sense anions addicionals no tetraèdrics», juntament amb els següents minerals: kaliofil·lita, kalsilita, nefelina, panunzita, trikalsilita, yoshiokaïta, megakalsilita, malinkoïta, virgilita, lisitsynita, adularia, anortoclasa, buddingtonita, celsiana, hialofana, microclina, ortosa, sanidina, rubiclina, monalbita, albita, andesina, anorthita, bytownita, oligoclasa, reedmergnerita, paracelsiana, svyatoslavita, kumdykolita, slawsonita, lisetita, banalsita, stronalsita, danburita, maleevita, pekovita, lingunita i kokchetavita.

## Ambient de formació
Es forma amb la cristal·lització de roques ígnies i en roques metamòrfiques. És molt comú que aparegui labradorita en els gabres i en altres roques ígnies màfiques, ja que la norma general és que les plagioclases siguin tant més càlciques com més bàsica sigui la roca que les conté. És el principal component de la roca anortosita.
Pel seu ambient de formació, els minerals als quals normalment apareix associada són biotita, piroxè i hornblenda.

## Localització, extracció i ús
S'han trobat notables jaciments a Labrador (Canadà), on va ser descrita, així com a la península Escandinava.
A part de l'interès col·leccionista, la labradorita té aplicacions industrials per a fabricar ceràmiques, materials refractaris i esmalts, i també s'empra tallada en lloses grans en la construcció d'edificacions com a revestiment ornamental de les parets.
Algunes labradorites poden ser treballades en joieria mitjançant polit per a l'elaboració de collarets.